# Death Rap
Death Rap es el quinto álbum de estudio del rapero estadounidense Necro. En las compras anticipadas del álbum se incluía un DVD extra limitado con un videoclip inédito y seis temas en directo.
Todos los temas de Death Rap fueron producidos por Necro, que contó con la colaboración de varios músicos de bandas pertenecientes a diversos subgéneros del heavy metal, y de Ill Bill, hermano de Necro y también rapero.

## Lista de temas
1. "Creepy Crawl"
2. "No Remorse"
3. "Some Get Back (Revenge)"
4. "Belligerent Gangsters" (con Harley Flanagan)
5. "Suffocated to Death by God's Shadow" (con Mike Smith, Steve DiGiorgio, Mark Morton y Brian Fair)
6. "Mutilate the Beat"
7. "Keep on Driving"
8. "Technician of Execution"
9. "Keeping it Real" (con Adam Jackson)
10. "Exploitation" (con Mr. Hyde)
11. "As Deadly as Can Be" (con Ill Bill)
12. "Evil Rules" (con Scott Ian, Dave Ellefson y Ray Alder)
13. "Forensic Pathology"
14. "Portrait of a Death Rapper"

### DVD extra
1. "The Pre-Fix for Death" (videoclip previamente sin lanzar)
2. "Beautiful Music for You to Die to" (Grabado en vivo en Scala en Londres, UK)
3. Necro's Chant (En vivo en Baltimore)
4. "The Dispensation of Life and Death" (En vivo)
5. Necro's verse (En vivo, con Igor Cavalera de Sepultura)
6. "Kill That Shit" (En vivo)
7. "Adam 'Whit3y' Jackson the gamer" (En vivo)

## Personal
- Necro – voz, gestión, compositor, escritura, productor, grabación, mezclas
- Harley Flanagan – voz invitada
- Brian Fair – voz invitada
- Mark Morton – guitarrista invitado
- Mike Smith – batería invitado
- Steve DiGiorgio – bajista invitado
- Adam Jackson – voz invitada
- Mr. Hyde – voz invitada
- Ill Bill – voz invitada
- Scott Ian – guitarrista invitado
- Dave Ellefson – bajista invitado
- Ray Alder – voz invitada
- Mark Riddick - portada y artwork
- Charles de Montebello - mastering
- Elliot Thomas - ingeniero de sonido